# Avtar Singh
Avtar Singh, (* 3. dubna 1992 v Gurdaspuru, Paňdžáb, Indie) je indický zápasník–judista. Civilním povoláním policista. Na mezinárodní scéně se objevuje od roku 2011. Nepravidelně se účastní asijských mistrovství a v roce 2014 startoval na Hrách Commonwealthu. V roce 2016 dosáhl na asijskou kontinentální kvótu pro účast na olympijských hrách v Riu, kde vypadl v prvním kole.